# Боранчи
Боранчи (ног. Бораншы) — село (аул) в Ногайском районе Республики Дагестан. Входит в Карагасский сельсовет.

## Географическое положение
Расположено в 27 км к северо-западу от районного центра села Терекли-Мектеб на канале Караногайская ветвь.

## Население
| 1970 | 1989 | 2002 | 2010 | 2021 |
| ---- | ---- | ---- | ---- | ---- |
| 439  | ↗630 | ↘515 | ↗545 | ↘452 |